# Junco hyemalis
Junco hyemalis là một loài chim trong họ Emberizidae.